# 페로인
페로인(Føroyingar)은 페로 제도의 게르만계 민족이다. 페로인들은 노르드인과 게일인의 혼혈에서 기원한다.
페로인은 페로어를 모국어로 사용한다. 페로어는 고대 노르웨이어 방언과 밀접한 연관 관계가 있으며, 아이슬란드어와 유사하여 서스칸디나비아어에 속한다.

## 기원
페로 제도의 첫 이주자는 6세기경에 도착한 게일인의 성직자들이다.

## 같이 보기
- 페로 제도의 인구
- 페로 제도의 기